# Kupczele
Kupczele (biał. Купчэлі; ros. Купчели) – wieś na Białorusi, w obwodzie witebskim, w rejonie brasławskim, w sielsowiecie Opsa.

## Historia
W latach 1921–1939 wieś leżała w Polsce, w województwie nowogródzkim (od 1926 w województwie wileńskim), w powiecie brasławskim, w gminie Opsa.
Według Powszechnego Spisu Ludności z 1921 roku zamieszkiwało tu 180 osób, wszystkie były wyznania rzymskokatolickiego. Jednocześnie 169 mieszkańców zadeklarowało polską przynależność narodową a 11 inną. Było tu 35 budynków mieszkalnych. W 1931 w 36 domach zamieszkiwało 174 osoby.
Miejscowość należała do parafii rzymskokatolickiej w Opsie. Podlegała pod Sąd Grodzki w Opsie i Okręgowy w Wilnie; właściwy urząd pocztowy mieścił się w Opsie.
W wyniku napaści ZSRR na Polskę we wrześniu 1939 miejscowość znalazła się pod okupacją sowiecką. Od czerwca 1941 roku pod okupacją niemiecką. W 1944 miejscowość została ponownie zajęta przez wojska sowieckie i włączona do Białoruskiej SRR.
W 1973 do wsi przyłączono wsie Borkuniszki i Poberże.
Od 1991 w składzie niepodległej Białorusi.